# Scala Fujita avanzata
La scala Fujita avanzata (Enhanced Fujita scale) è una scala utilizzata negli USA e in Canada, per stimare l'intensità dei tornado in base ai danni che causano. Questa scala, nelle zone dove è utilizzata, va a sostituire l'originale scala Fujita, ritenuta ormai obsoleta. La scala è in utilizzo negli USA a partire dal 1º febbraio 2007, mentre in Canada è stata introdotta più di recente, dal 1º aprile 2013.

## Differenze con la scala originale
Le differenze principali fra la scala Fujita e la sua controparte "avanzata" riguardano la velocità stimata dei venti delle varie categorie e un miglior approfondimento degli effetti dei tornado su varie strutture. Più in dettaglio l'originale scala Fujita analizzava esclusivamente i danni che i tornado infliggono sulle tipiche case in legno che dominano le Grandi Pianure americane e non poteva essere utilizzata per analizzare i danni su altri tipi di strutture; al contrario l'Enhanced Fujita scale analizza i danni su diversi tipi di struttura. In particolare, nella variante statunitense, sono presenti 28 indicatori di danno (Damage indicators; DI) con i rispettivi gradi di danneggiamento (Degrees of Damage; DOD); ogni indicatore di danno rappresenta un determinato tipo di struttura a cui è allegato un determinato grado di danneggiamento (che solitamente, con eccezione di edifici particolarmente grandi e resilienti, va da danni minori fino alla distruzione totale dell'edificio). A seconda dei danni che l'edificio subisce si stabilisce qual è il grado di danneggiamento e quindi si stima l'intensità del tornado. Ogni DOD viene messo in relazione con tre diverse stime della velocità del vento necessaria per causarlo (Una stima massima per strutture particolarmente ben costruite, una stima minima per strutture di scarsa costruzione e una stima media per strutture con costruzione standard) e da qui sono state stimate le nuove velocità dei venti per ogni categoria. Infatti le stime dell'originale scala Fujita sono state sostituite da stime ritenute più corrette, ad esempio i venti di un F5 (Secondo la nuova classificazione EF5) sono stati stimati sui 322 km/h al posto dell'originale stima di 418 km/h, in quanto si ritiene che per causare i danni tipici di un'EF5 (distruzione o danneggiamento critico di ogni struttura artificiale convenzionale) bastino i suddetti venti. Un'altra differenza minore ma comunque significativa riguarda il fatto che non ci sia un limite superiore alla velocità dei venti in un'EF5, ergo qualsiasi tornado con venti stimati o misurati superiori ai 322 km/h è un'EF5.

## La scala
| Categoria | Velocità del vento | Velocità del vento | Velocità del vento | Velocità del vento | Frequenza relativa | Danni potenziali | Esempio |
| Categoria | KM/H               | MPH                | NODI               | M/S                | Frequenza relativa | Danni potenziali | Esempio |
| --------- | ------------------ | ------------------ | ------------------ | ------------------ | ------------------ | --- | ------- |
| EF0       | 105-137            | 65-85              | 57-74              | 29-37              | 56,88%             | Danni minori La copertura dei tetti o le tegole possono essere spazzati via; danni alle grondaie e ai comignoli; grossi rami possono staccarsi dagli alberi. Gli alberi con radici poco profonde possono essere sradicati. Qualsiasi tornado che non causa danni (ad esempio i tornado che rimangono nei campi e non toccano strutture artificiali) è classificato come EF0                                   |         |
| EF1       | 138-177            | 86-110             | 75-96              | 38-49              | 31,07%             | Danni moderati I tetti subiscono danni seri venendo parzialmente distrutti, le case mobili possono ribaltarsi e/o subire seri danni. Porte e finestre distrutte. Danni superficiali o assenti in strutture in muratura |         |
| EF2       | 178-217            | 111-137            | 97-117             | 50-61              | 8,80%              | Danni significativi Tetti scoperchiati, case mobili distrutte, automobili sollevate da terra. Alberi grandi e con radici ben profonde possono essere completamente sradicati, oggetti leggeri trasformati in pericolosi detriti volanti ad alta velocità. Possibili danni significativi in edifici in muratura                                                                                                |         |
| EF3       | 218-266            | 135-165            | 118-143            | 62-74              | 2,51%              | Danni gravi Collasso delle pareti dei piani superiori in case di legno e, possibilmente, muratura. Danni gravi anche ad edifici grandi come i centri commerciali. Treni capovolti e automobili leggere lanciate in aria. Alberi scortecciati. |         |
| EF4       | 267-322            | 166-200            | 144-174            | 75-89              | 0,66%              | Danni estremi Case ben costruite in legno o muratura completamente distrutte. Auto e altri grandi oggetti lanciati in aria a grandi velocità |         |
| EF5       | >322               | >200               | >175               | >90                | 0,08%              | Danni catastrofici Case ben costruite in legno o mattoni completamente spazzate via dalle fondamenta; danni critici a strutture in cemento armato, i grattacieli presentano gravi deformazioni strutturali ed eventualmente possono essere soggetti al crollo. Automobili, camion e vagoni ferroviari possono essere lanciati in aria e ricadere ad oltre 1 km di distanza. Erba e asfalto strappati da terra |         |

### Indicatori di danno e gradi di danneggiamento
Come accennato in precedenza la scala dispone di 28 indicatori di danno con i loro rispettivi gradi di danneggiamento, che servono per stimare l'intensità di un tornado; più il grado di danneggiamento è alto più intenso è il tornado. Gli indicatori di danno riguardano sia le costruzioni artificiali, sia la vegetazione. Di seguito sono indicati tutti i 28 indicatori di danno utilizzati.
| N° | Indicatore di danno (DI)                                                   | Grado di danneggiamento |
| -- | -------------------------------------------------------------------------- | ----------------------- |
| 1  | Piccoli fienili e depositi di attrezzi da fattoria                         |                         |
| 2  | Vilette mono o bi-familiari                                                |                         |
| 3  | Casa prefabbricata a un modulo (mono-familiare)                            |                         |
| 4  | Casa prefabbricata a un modulo (bi-familiare)                              |                         |
| 5  | Appartamenti, condomini e case a schiera (fino a 3 piani, non in muratura) |                         |
| 6  | Motel (non in muratura)                                                    |                         |
| 7  | Appartamenti o motel in muratura                                           |                         |
| 8  | Edifici per piccola distribuzione (ristoranti, fast food ecc.)             |                         |
| 9  | Piccoli edifici professionali                                              |                         |
| 10 | Piccoli centri commerciali                                                 |                         |
| 11 | Grandi centri commerciali                                                  |                         |
| 12 | Edifici per grandi distribuzioni                                           |                         |
| 13 | Concessionarie d'auto                                                      |                         |
| 14 | Officine                                                                   |                         |
| 15 | Scuole elementari                                                          |                         |
| 16 | Scuole medio o superiori                                                   |                         |
| 17 | Edifici bassi (1-4 piani)                                                  |                         |
| 18 | Edifici di media altezza (4-20 piani)                                      |                         |
| 19 | Edifici alti (grattacieli, più di 20 piani)                                |                         |
| 20 | Edifici istituzionali (ospedali, università, ecc.)                         |                         |
| 21 | Edifici in acciaio                                                         |                         |
| 22 | Stazioni di servizio a tettoia                                             |                         |
| 23 | Magazzini, depositi (non in acciaio)                                       |                         |
| 24 | Linee di trasmissione elettrica                                            |                         |
| 25 | Torri ripetitori                                                           |                         |
| 26 | Linee di illuminazione                                                     |                         |
| 27 | Alberi a legno duro: acero, faggio, rovere, ecc.                           |                         |
| 28 | Alberi a legno tenero: pino, abete, cedro, cipresso, ginepro, tasso, ecc.  |                         |

Ogni immagine include una descrizione generale delle caratteristiche dell'indicatore di danno e la tabella con i vari gradi di danneggiamento. Ogni grado di danneggiamento è accompagnato dai venti stimati per creare quel danno in caso di strutture standard (EXP), strutture di scarsa costruzione (LB) e strutture particolarmente ben costruite (UB). La velocità è espressa in mph (miglia orarie).